# Федерация водного поло и плавания Черногории
Федерация водного поло и плавания Черногории (VPSCG) (черног. Vaterpolo i plivački savez Crne Gore) — руководящий орган, отвечающий за развитие водного поло и плавания в Черногории. Федерация была образована 22 апреля 1949 года в Герцег-Нови. Первым президентом организации был Милан Вукасович.
Это независимая спортивная организация, которая с 21 августа 2006 года является членом LEN (Европейская лига плавания), FINA (Международная федерация плавания) и Олимпийского комитета Черногории. Федерация организует чемпионат и кубок Черногории по водному поло, а также чемпионат Черногории по плаванию. Она несет ответственность за национальные сборные команды Черногории по водному поло и плаванию.
Штаб-квартира Федерации расположена в Подгорице, а нынешним президентом является Никола Милич.

## Члены Федерации
Клубы, входящие в состав Федерации водного поло и плавания Черногории:
- Ватерполо-плавачки клуб AQUATIC VERDE, Подгорица
- Клуб «Пливачки и ватерполо» БУДУЧНОСТЬ, Подгорица
- Пливачки ватерполо клуб БУДВА-БУДВАНСКАЯ РИВЬЕРА, Будва
- Пливачки клуб BUTTERFLY, Никшич
- Ватерполо клуб АКАДЕМИЯ КАТТАРО, Котор
- Пливачки ватерполо клуб ЯДРАН, Герцег-Нови
- Пливачки ватерполо клуб НИКШИЧ, Никшич
- Пливачки клуб ORKA, Будва
- Клуб ватерполо PRIMORAC, Котор
- Пливачки ватерполо клуб СТАРИ ГРАД, Будва
- Ватерполо клуб МЛАДОСТ БИЕЛА, Биела

## Соревнования, организованные VPSCG
Плавание
- Чемпионат Черногории по плаванию

Водное поло
- Мужская лига водного поло Черногории
- Кубок Черногории по водному поло

## Спонсоры
Спонсоры Федерации водного поло и плавания Черногории:
- Электропривреда Црне Горе (генеральный спонсор)[4]
- Дельфин
- САВА ОСИГУРАНЖЕ
- Меридианбет[5]
- ЯНА
- ЦЕДИС
- Саванна
- Генерали
- Будванская Ривьера
- ФАРМАНОВА